# Александар Дима Син
Александар Дима Син (фр. Alexandre Dumas, fils; 27. јул 1824 – 27. новембар 1895) био је француски писац и драматург, најпознатији по роману Дама с камелијама. Син је Александра Диме Оца, такође писца и драматурга.

## Биографија
Дима је рођен у Паризу, као незаконито дете Мари-Лор-Катрин Лабеј, кројачице, и романописца Александра Диме. Током 1831. отац га је признао и омогућио му је да стекне најбоље образовање у школама Губе и на колеџу Бурбон. У складу са ондашњим законом његов отац је могао да узме дете од мајке. Њен очај је инспирисао Диму млађег да пише о трагичним женским ликовима. У скоро свим својим делима наглашавао је моралну сврху књижевности а у делу Незаконити син из 1858. изнео је став да је мушкарац у случају да добије ванбрачно дете у обавези да га призна и да се ожени његовом мајком. Због породичне ситуације Дими млађем су се током боравка у интернату школски другови стално ругали. Ови догађаји су веома утицали на његове ставове, понашање, и писање
Током 1844. Дима се преселио код оца у Сен Жермен ан Ле. Тамо је упознао Мари Диплеси, младу куртизану, која му је била инспирација за роман Дама с камелијама, у коме се она зове Маргерит Готје. Овај роман је адаптиран за позориште а по њему је Ђузепе Верди написао оперу Травијата.
Позоришна представа је остварила велики успех под именом Камил. Тако је почела каријера Диме млађег као драматурга, који није постао само славнији од оца него је током већег дела друге половине 19. века имао доминантан утицај на француско позориште.
Дима млађи се 31. децембра 1864. у Москви оженио Надеждом фон Кноринг, ћерком Јохана Рајнхолда и удовицом Александра Григорјевича Наришкин. Пар је имао две ћерке: Мари-Александрин-Анријет и Женин. Након Надеждине смрти, Дима се у јуну 1895. оженио са Анријет Рењер де ла Бријер, с којом није имао деце.
Године 1874. постао је члан Француске академије а 1894. је одликован орденом Легије части.
Александар Дима Син преминуо је 27. новембра 1895. у Марли ле Роа а сахрањен је на гробљу Монмартр у Паризу.

## Дела

### Романи
- Дама с камелијама (1848)
- Афера Клемансо (1867)

### Опера
- Вердијева Травијата (написана према роману Дама с камелијама)

### Представе
- Atala (1848)
- Дама с камелијама (1848)
- Diane de Lys (1853)
- Le Bijou de la reine (1855)
- Le Demi-monde (1855)
- La Question d'argent (1857)
- Незаконити син (1858)
- Un Père prodigue (1859)
- Un Mariage dans un chapeau (1859)
- L'Ami des femmes (1864)
- Le Supplice d'une femme (1865)
- Heloise Paranquet (1866)
- Les Idees de Madame Aubray (1867)
- Le Filleul de Pompignac (1869)
- Une Visite de noces (1871)
- La Princesse Georges (1871)
- La Femme de Claude (1873)
- Monsieur Alphonse (1873)
- L'Étrangère (1876)
- Les Danicheff (1876)
- La Comtesse Romani (1876)
- La Princesse de Bagdad (1881)
- Denise (1885)
- Francillon (1887)
- La Route de Thebes (недовршено)